# HX Водолея
HX Водолея (лат. HX Aquarii) — двойная затменная переменная звезда (E:) в созвездии Водолея на расстоянии приблизительно 3550 световых лет (около 1089 парсеков) от Солнца. Видимая звёздная величина звезды — от +12,3m до +11,86m.

## Характеристики
Первый компонент — жёлто-оранжевая звезда спектрального класса K-G. Эффективная температура — около 4968 К.